# Companhia da Índia Portuguesa
A Companhia das Índias Portuguesas foi uma empresa monopolista, fundada em Portugal sob o reinado de D. João III (1521-1557).
Após a instituição do Governo-geral no Brasil (1548) e do encerramento da deficitária feitoria em Antuérpia (1549), esta companhia foi instituída em 1549 com capitais da Coroa, dentro de uma política económica mercantilista. Visava incrementar os negócios com o Estado Português da Índia, diante da crescente concorrência da Espanha e dos Países Baixos nos Oceano Índico e Pacífico.